# Edgar Bytebier

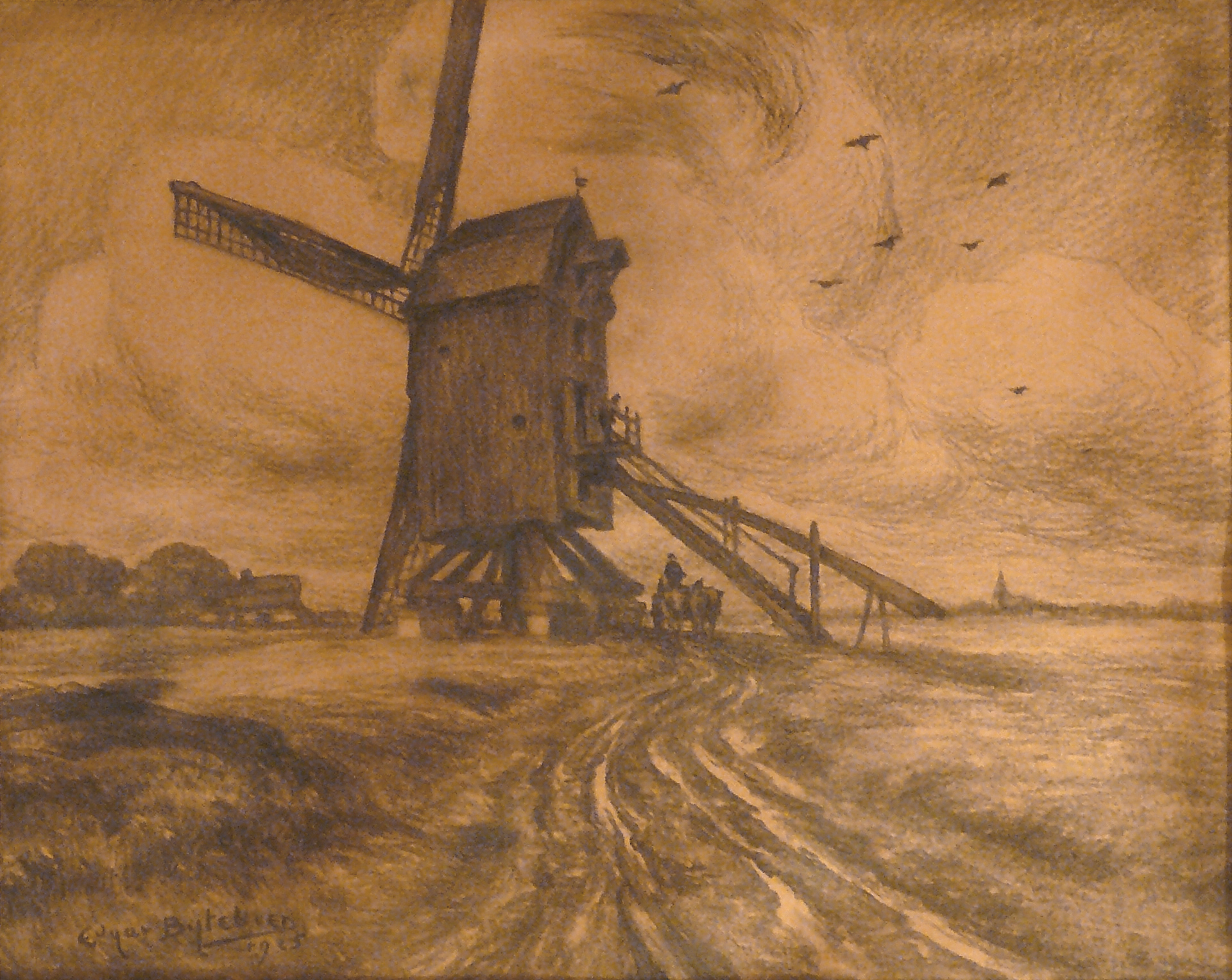
Windmolen in Brabant (1925)

Edgar Bytebier (Gent, 1875 – Dilbeek, 1940) was een Belgisch kunstschilder, gekend voor zijn figuren en landschappen.
Na zijn studies aan de Academie van Gent studeerde hij verder aan de Koninklijke Academie voor Schone Kunsten in Brussel. In het begin van zijn loopbaan is hij beïnvloed geweest door Albert Baertsoen, die rond 1900 melancholische stadszichten van Gent schilderde, zoals het schilderij "Gand, le soir" uit 1907.
Edgar Bytebier schilderde harmonieuze en kleurvolle landschappen, in de stijl van de laatste uitingen van de Romantiek. Volgens Eugène De Seyn is hij un amoureux des soirs mélancoliques, un rêveur de visions nostalgiques (verliefd op romatische avonden, een dromer met nostalgische kijk).

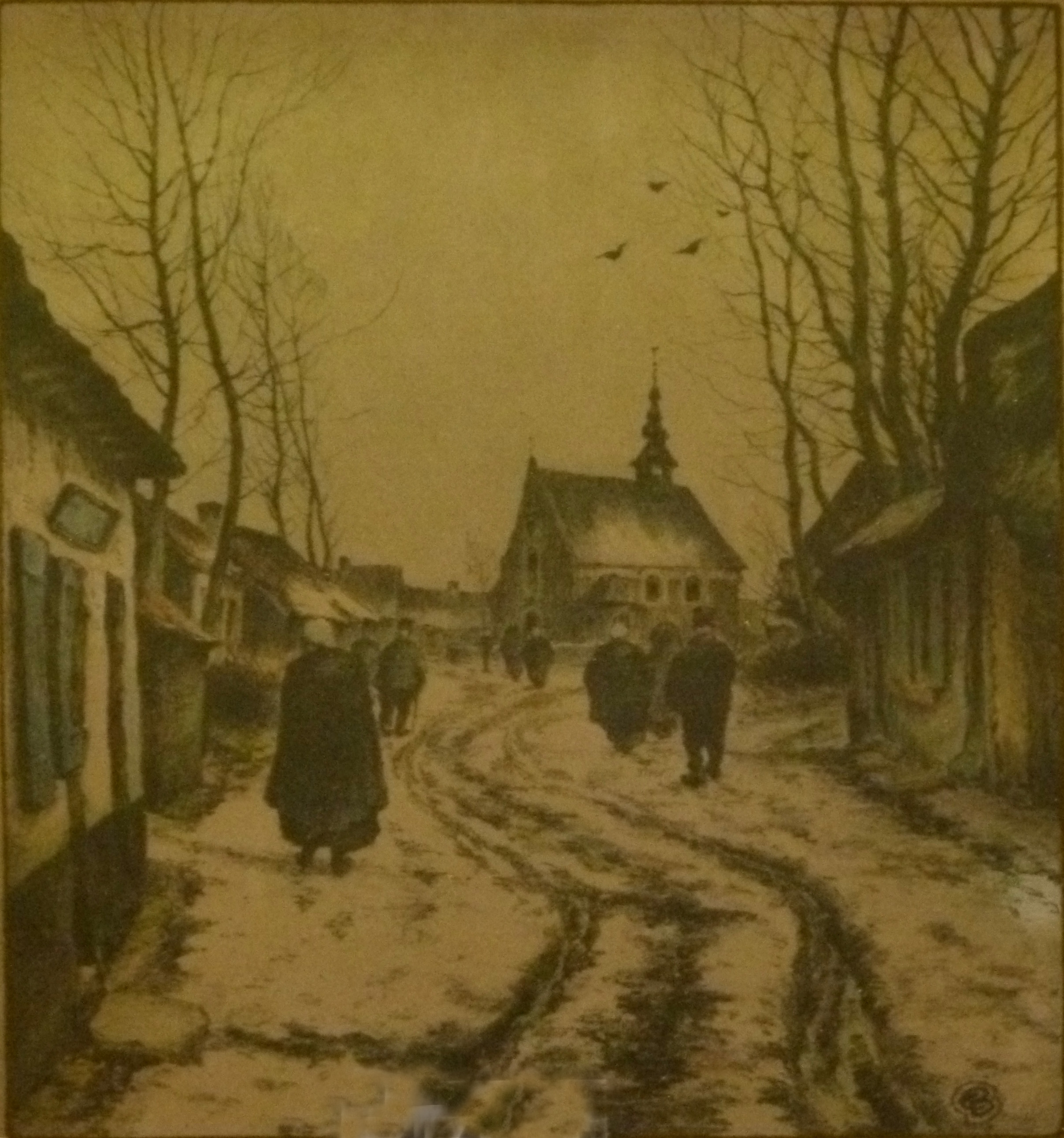
Kerstdag in de Kempen (1938)

Hij had een invloed op de jonge Jules Lismonde, die graag met hem meeging op zijn picturale wandelingen in het Brabantse platteland op zoek naar schilderachtige zichten. Toen de jonge Luc De Decker hem zijn eerste werkjes toonde, gaf hij zijn ouders de raad hun zoon les te laten volgen aan de academie.

## Musea
- Veel van Bytebiers schilderijen bevinden zich in privébezit en verschijnen regelmatig op kunstveilingen.
- Het Museum voor Schone Kunsten in Gent bezit vijf schilderijen van Bytebier.